# Can Riera (Montagut i Oix)
Can Riera és una masia situada al municipi de Montagut i Oix, a la comarca catalana de la Garrotxa. Data del segle ix.